# Уилл, Клиффорд
Клиффорд Мартин Уилл (Clifford Martin Will; род. 13 ноября 1946, Гамильтон, Онтарио) — американский учёный-физик канадского происхождения, физик-теоретик, специалист в области экспериментальной проверки общей теории относительности, популяризатор физики.
Член Национальной АН США (2007), доктор философии (1971), заслуженный профессор Флоридского университета (с 2012), ассоциированный исследователь Парижского института астрофизики (с 2013 года), эмерит-профессор Университета Вашингтона в Сент-Луисе (где трудится с 1981 года и десять лет заведовал кафедрой физики). Отмечен медалью Альберта Эйнштейна (2019).

## Биография
Окончил Университет Макмастера (бакалавр прикладной математики и теоретической физики, 1968). В 1971 году в Калтехе получил степень доктора философии по физике — под началом К. Торна, в 1971-1972 годах работал там же. В 1972—1974 годах фелло Института Энрико Ферми Чикагского университета. В 1974—1981 годах ассистент-профессор кафедры физики Стэнфорда. С 1981 года в Университете Вашингтона в Сент-Луисе: ассоциированный, с 1985 года полный профессор, с 2005 года именной (James S. McDonnell Professor), с 2012 года — эмерит; в 1991—1996 и 1997—2002 годах заведующий там кафедрой физики.
Принимал участие в качестве приглашённого гостя в церемонии вручения Нобелевской премии 1993 года.
В 2009—2018 годах шеф-редактор Classical and Quantum Gravity.
Фелло Американской академии искусств и наук (2002), Американского физического общества (1989?1990), Международного общества общей теории относительности и гравитации (2016). В 2004—2007 годах президент последнего.
Женат с 1970 года, двое детей.
Автор более 200 научных статей, трёх книг.
Книги
- Theory and Experiment in Gravitational Physics (Cambridge University Press, 1981; 2-е изд. 2018)
- Was Einstein Right? (Basic Books, 1986; 2-е изд. 1993) — отмечена Science Writing Award[англ.] (1987) и называлась в числе 200 лучших книг 1986 года по версии New York Times Book Review; переводилась на ряд языков, в частности на французский, немецкий, итальянский, японский, испанский, китайский.
- (в соавт. с Eric Poisson[англ.]) Gravity: Newtonian, post-Newtonian, Relativistic (Cambridge University Press, 2014) ISBN 978-1-107-03286-6

## Награды и отличия
- Стипендия Слоуна (1975-79)
- Mellon Foundation[англ.] Junior Faculty Fellow (1978-79)
- Richtmyer Memorial Lecture Award, Американская ассоциация учителей физики (1987)
- American Institute of Physics Science Writing Award[англ.] (1987)
- Лауреат программы Фулбрайта (1996—1997)
- Стипендия Гуггенхайма (1996—1997)[4]
- Distinguished Alumnus Award in the Sciences, Университет Макмастера (1996)
- Fellows Award, Academy of Science, St. Louis[англ.] (2004)[5]
- Почётный доктор, Гуэлфский университет (2013)
- Медаль Альберта Эйнштейна одноимённого бернского общества (2019)[6][7]
- Премия Эйнштейна Американского физического общества (2021)